# National Vocational Qualification
Le National Vocational Qualification (NVQ) sono qualifiche professionali ottenute sul posto di lavoro e/o con il sostegno di Università o College, valide nel Regno Unito (in Scozia si chiamano Scottish Vocational Qualification, SVQ). Sono basate sulla competenza e dimostrano che il candidato è in grado di svolgere il proprio lavoro in una determinata area. Rispondono agli standard NOS (National Occupational Standards).
Si sviluppano su 5 livelli:
1. competenze per attività di routine e prevedibili
2. competenze in una gamma di attività più ampia e difficoltosa con più ampia responsabilità ed autonomia rispetto al livello 1
3. competenze in aree specializzate che comprendono prestazioni di una vasta gamma di attività lavorative, alcune molto complesse e non di routine; in alcune aree si richiede capacità di supervisione
4. competenze nella prestazione di attività complesse, tecniche e specializzate, comprese quelle che comportano progettazione, organizzazione e problem solving, con un significativo grado di responsabilità personale
5. competenze che comportano lo svolgimento di una gamma significativa di principi fondamentali e tecniche complesse nell'ambito di una varietà di contesti assai ampia e spesso non prevedibile; spiccata autonomia individuale ed elevata responsabilità per il lavoro altrui e per l'allocazione di rilevanti risorse; sono richieste capacità di analisi, diagnosi e valutazione.

Aree interessate:
- Cura di animali, piante e terreni
- Estrazione e fornitura di risorse naturali
- Costruzioni
- Ingegneria
- Industria manifatturiera
- Trasporti
- Beni e servizi
- Salute e servizi sociali
- Servizi commerciali
- Comunicazioni
- Formazione

Formazioni equivalenti in Gran Bretagna:
NVQ 1
- GCSE, SCE, CSE,
- City and Guilds level 1 & part 1,
- RSA stage 1,
- Vocational certificate (BTEC, BEC, SCOTBEC or SCOTVEC 1st or general certificate)
- Basic literacy and numeracy qualifications, such as Wordpower and Numberpower

NVQ 2
- RSA Stage 2/ diploma,
- Pitmans intermediate,
- City and Guilds craft: (BTEC, BEC, SCOTBEC, TEC, SCOTEC or SCOTVEC 1st or general diploma),
- 1 A level, GNVQ or SNVQ

NVQ 3
- City in Guilds (level 3, part 3 or advanced), 2 or more A levels, GNVQ/ SNVQ

NVQ 4
- equivalent diploma, First degree, nursing or teaching qualification, HND

NVQ 5
- equivalent diploma, Master's degree PhD, PGCE

Formazioni equivalenti:
Ministero Infanzia, Scuole e Famiglie
https://web.archive.org/web/20081024213158/http://www.dcsf.gov.uk/trends/index.cfm?fuseaction=home.showChart&cid=1&iid=1&chid=3
Courses Plus:
http://www.coursesplus.co.uk/qualifications.php Archiviato il 25 agosto 2013 in Internet Archive.
Ofqual
(Office of Qualifications and Examinations Regulation)
https://web.archive.org/web/20100527085735/http://www.ofqual.gov.uk/qualification-and-assessment-framework/89-articles/250-explaining-the-national-qualifications-framework
Yeovil College qual-framework
http://www.yeovil.ac.uk/qual-framework-lg.htm?searched=framework&highlight=ajaxSearch_highlight+ajaxSearch_highlight1
Quadro Europeo delle Qualifiche-EQF:
http://ec.europa.eu/eqf/compare/uk-eni_en.htm#comparison

## National Qualifications Framework
Dal 2004 i livelli sono passati da 5 a 8 e la nuova denominazione è: National Qualifications Framework (NQF).
Le tabelle di equivalenza tra il vecchio sistema (NVQ) ed il nuovo (NQF) sono reperibili nei siti esterni sottoelencati.
Comunicazione al riguardo si trova presso il sito della QCA (Qualifications and Curriculum Authority).
Comparazioni accademiche NVQ:
- NVQ 5 equivalente al nuovo livello 7/8 NQF D(Doctoral)/M(Master)
- NVQ 4 equivalente al nuovo livello 4/5/6 NQF H(Honours)/I(Interm.)

Qualifiche del City and Guilds of London Institute equivalenti (rilasciate in base a Decreto Reale):
- Licentiateship (LCGI) equivalente a NVQ 4
- Graduateship (GCGI) equivalente a NVQ 5
- Associateship (ACGI) equivalente a NVQ 5 rilasciato in esclusiva a Laureati in Ingegneria dell'Imperial College di Londra.

Il Graduateship e l'Associateship sono allo stesso livello accademico.